# Foeke Booy
Foeke Booy (Leeuwarden, 25 aprile 1962) è un allenatore di calcio ed ex calciatore olandese, di ruolo attaccante.

## Carriera

### Giocatore

#### Club
Booy giocò con le maglie di Cambuur, De Graafschap, PEC Zwolle, Groningen, Kortrijk, Club Bruges, Gent e Utrecht.

### Allenatore

#### Utrecht, Al-Nassr e Sparta Rotterdam
Booy cominciò ad allenare all'Utrecht. Portò la squadra a due successi consecutivi nella KNVB beker (2002-2003 e 2003-2004) e una Johan Cruijff Schaal (2004). Successivamente, guidò Al-Nassr e Sparta Rotterdam.

#### Cercle Bruges
Il 27 ottobre 2012, il Cercle Bruges esonerò l'allenatore Bob Peeters. Booy fu scelto al suo posto, ma venne esonerato il 2 aprile 2013. Come successore, fu ingaggiato Lorenzo Staelens, che guidò la squadra alla salvezza.

#### Go Ahead Eagles
Il 24 giugno 2013, fu scelto come nuovo allenatore dei Go Ahead Eagles.

## Palmarès

### Giocatore
- Campionato belga: 2

Club Bruges: 1989-1990, 1991-1992
- Coppa del Belgio: 1

Club Bruges: 1990-1991
- Supercoppa del Belgio: 3

Club Bruges: 1990, 1991, 1992

### Allenatore
- Coppa dei Paesi Bassi: 2

Utrecht: 2002-2003, 2003-2004
- Supercoppa dei Paesi Bassi: 1

Utrecht: 2004